# Nachal Oz
Nachal Oz (hebr. נחל עוז; pol. Mocny Strumień lub Siła Nahal) – kibuc położony w Samorządzie Regionu Sza’ar ha-Negew, w Dystrykcie Południowym, w Izraelu. Członek Ruchu Kibuców (Ha-Tenu’a ha-Kibbucit).

## Położenie
Kibuc leży na niewielkim wzgórzu w północno-zachodniej części pustyni Negew, w odległości 9 kilometrów od Morza Śródziemnego. W odległości 1 km na północny zachód od kibucu znajduje się przejście graniczne Karni i granica Strefy Gazy.
W jego otoczeniu znajdują się kibuce Kefar Azza, Sa’ad i Alumim, natomiast po stronie Strefy Gazy znajduje się miasto Gaza.

## Demografia
Liczba mieszkańców Nachal Oz:

## Historia
Pierwotnie w rejonie tym znajdował się założony w 1943 kibuc Be’erot Jicchak 31°27′55″N 34°30′25″E/31,465278 34,506944. Podczas I wojny izraelsko-arabskiej w dniu 15 lipca doszło tutaj do bitwy o Be’erot Jicchak, podczas której obrońcy ponieśli poważne straty, a kibuc został mocno zniszczony, jednak Egipcjanie musieli wycofać się. Zniszczenia były tak poważne, że jego mieszkańcy zdecydowali, że nie będą wracać do osady i utworzą nowy kibuc w centralnej części kraju.
Na miejscu starego, zniszczonego Be’erot Jicchak, w dniu 25 lipca 1951 powstał nowy kibuc Nachal Oz. Został on założony z inicjatywy członków paramilitarnej organizacji Nachal (hebr. נח"ל, pol. Strumień), jako pierwsza osada utworzona przez Nahal. Nosiła ona początkowo nazwę Nahlayim Mul Aza (hebr. נחלאים מול עזה, pol. Żołnierze Nahal naprzeciw Gazy). W październiku 1953 została przekształcony w cywilny kibuc. Nachal Oz był położony przy samej granicy ze Strefą Gazy, i z tego powodu był narażony na częste ataki palestyńskich fedainów oraz ostrzał artyleryjski. W rejonie tym dochodziło do wielu incydentów zbrojnych. Między innymi 3 kwietnia 1955 doszło do bezpośredniego ataku na kibuc. Zwrócił on na siebie publiczną uwagę, gdy 29 kwietnia 1956 został zaatakowany przez egipskich żołnierzy, którzy zabili jego mieszkańca - Ro’i Rutenberga. Egipcjanie torturowali ciało Rutenberga pomimo jego śmierci. W pogrzebie wziął udział Mosze Dajan, późniejszy Szef Sztabu Generalnego Sił Obronnych Izraela. Od tego momentu wieś stała się symbolem walki o przetrwanie i wolność. Po Kryzysie sueskim, w 1957 Żydowski Fundusz Narodowy sfinansował akcję zasadzenia drzew, które ukryły domy i mieszkańców kibucu przed ciekawskimi oczami ze Strefy Gazy. Specjalnie użyto takich gatunków drzew, które najszybciej rosły. Utrudniło to Egipcjanom prowadzenie celnego ostrzału kibucu. Po zawarciu w 1979 Traktatu pokojowego izraelsko-egipskiego, artylerię egipską zastąpiły palestyńskie moździerze, i ostrzał był nadal kontynuowany.
W latach 90. XX wieku planowano utworzenie strefy przemysłowej przy kibucu. Zatrudnienie w niej mieli znaleźć Palestyńczycy ze Strefy Gazy, korzystający z tutejszego przejścia granicznego Karni. Jednak ostrzał rakietowy prowadzony przez organizację terrorystyczną Hamas zniweczył te plany. Pod koniec lat 90. kibuc znalazł się w kryzysie ekonomicznym, który wymusił na jego mieszkańcach przeprowadzenie restrukturyzację i prywatyzację. Proces ten rozpoczął się w 1998 i trwał do 2008.

## Kultura i sport
W kibucu znajduje się dom kultury z biblioteką. Z obiektów sportowych jest basen kąpielowy, centrum odnowy biologicznej, boisko do piłki nożnej oraz korty tenisowe.

## Gospodarka
Gospodarka kibucu opiera się na intensywnym rolnictwie. Uprawy polowe opierają się na bawełnie, ziemniakach, cebuli, marchwi, słoneczniku, pszenicy i ciecierzycy. Dodatkowo hoduje się bydło mleczne i drób. W oborach mieści się stado liczące 250 krów, z produkcją 3,3 mln litrów mleka rocznie. Natomiast kurniki produkują 2 100 ton mięsa drobiowego rocznie.
Osobną część lokalnej gospodarki stanowi produkcja przemysłowa. Znajduje się tutaj fabryka narzędzi mechanicznych Ozat Ltd.. Firma OzVision Ltd. jest pionierem najnowszych rozwiązań high-tech w telewizji przemysłowej.

## Infrastruktura
W kibucu znajduje się ośrodek zdrowia i sklep ogólnospożywczy.

## Komunikacja
Przy kibucu przebiega droga ekspresowa nr 25.

## Wojsko
W rejonie kibucu Nachal Oz stacjonuje jednostka artylerii wyposażona w samobieżne haubice M109 SPH (155 mm).